# Скуби-Ду 3: Тайна начинается
«Скуби-Ду 3: Тайна начинается» (англ. Scooby-Doo! The Mystery Begins) — фильм-комедия 2009 года. По сюжету является приквелом к первой части фильма о Скуби-Ду и рассказывает о возникновении «Мистической Корпорации». Актёрский состав совершенно новый, единственным оригинальным актёром остаётся Фрэнк Уэлкер, голос Скуби-Ду. Фильм получил в основном положительные отзывы.
Музыка написана Дэвидом Ньюманом, который ранее был автором саундтреков к прошлым фильмам Скуби-Ду и Скуби-Ду 2: Монстры на свободе. Фильм посвящен Лорене Гейл, погибшей во время съемок.
Продолжение, Скуби-Ду 4: Проклятье озёрного монстра, вышло 16 октября 2010 года.

## Сюжет
Сюжет фильма начинается с момента, когда посреди ночи в дом к Шегги врывается пёс Скуби-Ду, с которым они сразу сближаются. Уже утром парень знакомит Скуби-Ду с ребятами, которых исключили из школы за хулиганство, но бывшие школьники заявляют, что они не виноваты, и всему виной два призрака. Шегги и пёс ближе знакомятся с ребятами и начинают вместе активно расследовать это дело.

## В ролях
- Ник Палатас — Норвилл «Шэгги» Роджерс
- Фрэнк Уэлкер — Скуби-Ду (голос)
- Робби Амелл — Фред Джонс
- Кейт Мелтон — Дафна Блейк
- Хейли Кийоко — Велма Динкли

## Производство
Съёмки проводились в Ванкувере, Британская Колумбия, Канада, и начались 4 августа 2008 года. Школу, в которой учатся главные герои, снимали в средней школе «Темплтон».
Впервые трейлер «Скуби-Ду 3» был показан на DVD-изданиях фильмов «Папе снова 17», «Камень желаний» и «Скуби-Ду и меч самурая», а сам фильм вышел 13 сентября 2009 года.
Роб Сорчер сказал: «Это современный взгляд на Скуби-Ду станет захватывающим событием в мире фильмов для Cartoon Network.

## Реакция
«Скуби-Ду 3: Тайна начинается» получил в основном положительные отзывы. На Rotten Tomatoes, как и многие фильмы, снятые исключительно для ТВ и DVD третья часть не получила отзывов от критиков, а от зрителей фильм получил 49%. Третья часть стала самой популярной телепередачей канала Cartoon Network, 13 сентября 2009 года фильм посмотрели 6,1 миллионов зрителей, побив предыдущий рекорд (3,9 миллионов) премьеры мультсериала «Звёздные войны: Войны клонов».